# Cornul de capră
Cornul de capră sau Cornul caprei (în bulgară Козият рог, translit. Koziyat rog) este un film dramatic bulgar din 1972 regizat de Metodi Andonov, cu Anton Gorceev și Katya Paskaleva. Filmul are loc în Bulgaria în secolul al XVII-lea, când soția lui Kara Ivan este violată și ucisă de patru stăpâni otomani locali. După ce și-a deghizat fiica ca băiat și a instruit-o în arta masculină a războiului timp de zece ani, cei doi au plecat să se răzbune. 
Filmul a câștigat un premiu special al juriului la Festivalul Internațional de Film de la Karlovy Vary. Cornul de capră a fost selecția Bulgariei pentru cel mai bun film străin la ediția a 45-a a premiilor Oscar, dar nu a fost acceptat.
Este considerat de mulți drept una dintre cele mai mari realizări ale cinematografiei bulgare și este primul și singurul film bulgar care a fost refăcut, în 1994, sub același nume.

## Prezentare
În secolul al XVII-lea, în Bulgaria aflată sub stăpânire otomană, Kara Ivan (Anton Gorchev) este plecat de acasă cu caprele. În acest timp, turcii îi violează și-i ucid soția, pe Maria. Bărbatul îndurerat o duce pe fiica sa cea mică, Maria, în munți și-i dă o educație de bărbat pentru a se răzbuna pe ucigașii soției sale. Peste zece ani, ea îi ucide unul câte unul. Când Maria (Katya Paskaleva) întâlnește un tânăr cioban, femeia se îndrăgostește și uită de răzbunare. Kara Ivan îl omoară pe cioban pentru a-o aduce pe fiica sa înapoi în misiunea de răzbunare, dar Maria face o altă alegere.

## Distribuție
- Katya Paskaleva ca Maria, fiica lui Ivan
- Anton Gorchev - Kara Ivan
- Milen Penev ca Ovcharyat
- Todor Kolev ca Deli
- Kliment Denchev ca Turchin
- Stefan Mavrodiyev ca Mustafa
- Nevena Andonova ca Maria, soția lui Ivan
- Marin Yanev ca Nasilnik
- Krasimira Petrova ca Lyubimata na Mustafa

## Recepție
Potrivit jurnalistului spaniol Moncho Alpuente, din cauza represiunii sexuale din Spania franchistă, filmul a avut un mare succes de box-office în Spania, deoarece consiliul de cenzură a permis scenele sexuale. 